# Sverre Løken
Sverre Bertrand Løken (ur. 27 lipca 1960 w Bærum) – norweski wioślarz, brązowy medalista olimpijski i dwukrotny medalista mistrzostw świata.

## Kariera
W 1979 zdobył brązowy medal w dwójkach bez sternika na mistrzostwach świata juniorów w Tampere.
Wystartował na igrzyskach olimpijskich w Los Angeles w 1984, gdzie razem z Hansem Magnusem Grepperudem zdobył brązowy medal w dwójkach bez sternika. W finale uplasowali się o 6,42 sekundy za osadą Rumuniii o 2,94 sekundy za osadą Hiszpanii. Był to pierwszy w historii medal olimpijski w tej konkurencji dla Norwegii i zarazem jego jedyny start olimpijski.
W tej samej konkurencji Grepperud i Løken zdobyli złoto na mistrzostwach świata w Lucernie (1982) oraz brąz na mistrzostwach świata w Duisburgu (1983), gdzie uplasowali się za osadami NRD i ZSRR.
Ukończył medycynę na Uniwersytecie w Oslo. Po zakończeniu został chirurgiem w Szpitalu Uniwersyteckim w Oslo.